# Mauricio Castañeda
Mauricio Castañeda Mendoza (León, Guanajuato, México; 24 de marzo de 1992), conocido como Mauricio Castañeda o bien, por su sobrenombre Santana Castañeda (por ser oriundo de la comunidad de Santa Ana del Conde) es un futbolista mexicano. Se desempeña en la posición de Delantero

## Trayectoria
Mauricio Castañeda comenzó su carrera en 2008, al ingresar a los 16 años a las fuerzas básicas del Club León, en un principio formando parte del filial Cachorros de León de la Tercera División. 
Ya en 2010, aunque seguía registrado en fuerzas básicas era convocado a menudo al primer equipo del León, lo que resultó en su debut profesional el 18 de septiembre de 2010, en el Torneo Apertura de la Liga de Ascenso, en un partido contra Dorados de Sinaloa, ingresando de cambio al minuto 89 en sistutición de Jared Borgetti.
Después de su debut solo jugaría con el equipo filial, hasta el Apertura 2012, ya con el León ascendido haría su presentación en Primera División en un partido en contra del Puebla F.C. ingresando esta vez al minuto 88 por Carlos Peña.
Para el Apertura 2013 es registrado con el primer equipo, logrando además su primer gol en Primera División en la jornada 1 en contra del Atlante, siendo el gol del triunfo al finalizar el encuentro un gol a cero.

## Palmarés

### Campeonatos nacionales
| Título                | Club           | País   | Año  |
| --------------------- | -------------- | ------ | ---- |
| Liga de Ascenso Mx    | Club León F.C. | México | 2012 |
| Campeón de Ascenso Mx | Club León F.C. | México | 2012 |
| Apertura 2013         | Club León      | México | 2013 |
| Clausura 2014         | Club León      | México | 2014 |